# Rhipogonum scandens
Rhipogonum scandens är en enhjärtbladig växtart som beskrevs av Johann Reinhold Forster och Johann Georg Adam Forster. Rhipogonum scandens ingår i släktet Rhipogonum och familjen Rhipogonaceae. Inga underarter finns listade.

## Bildgalleri

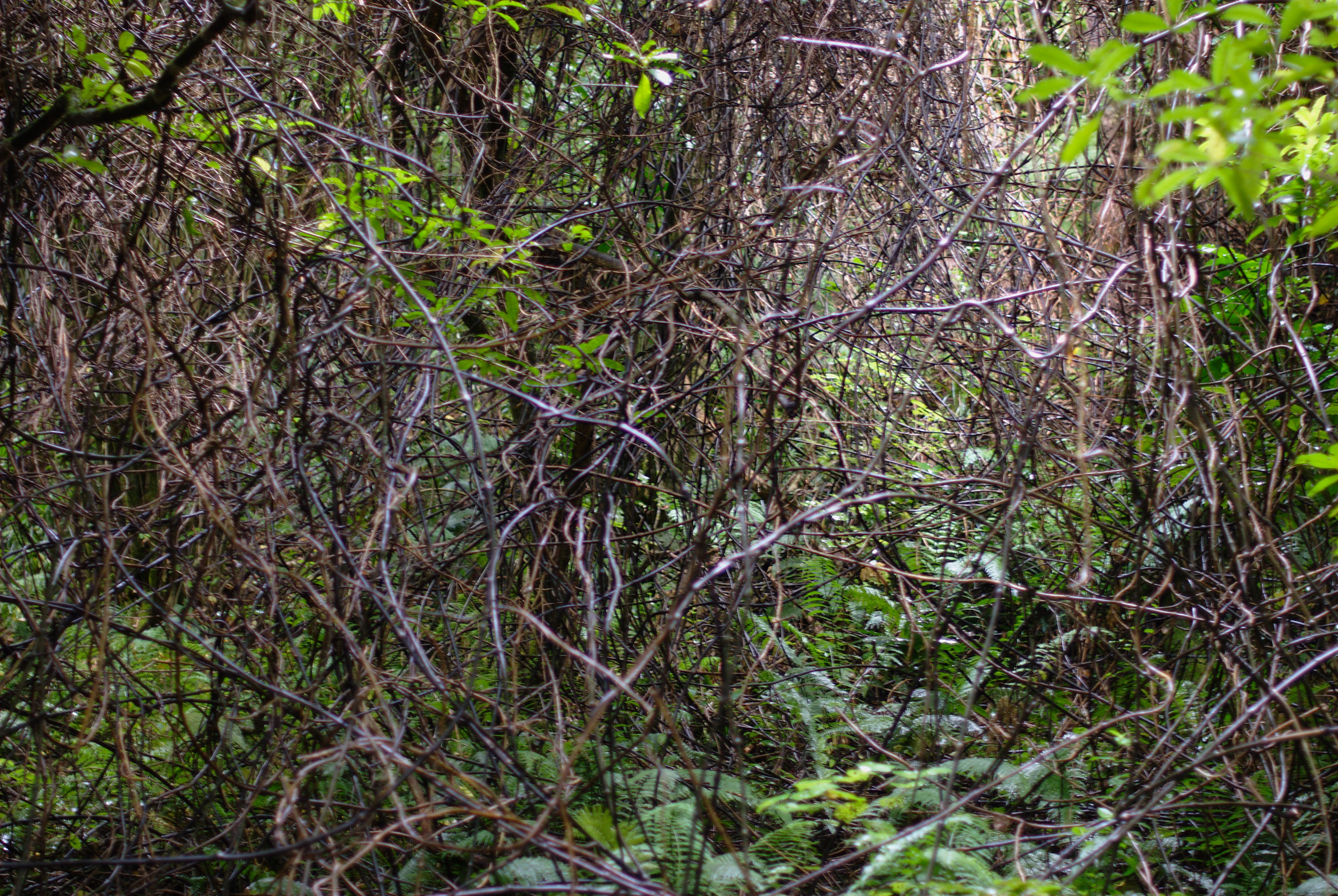
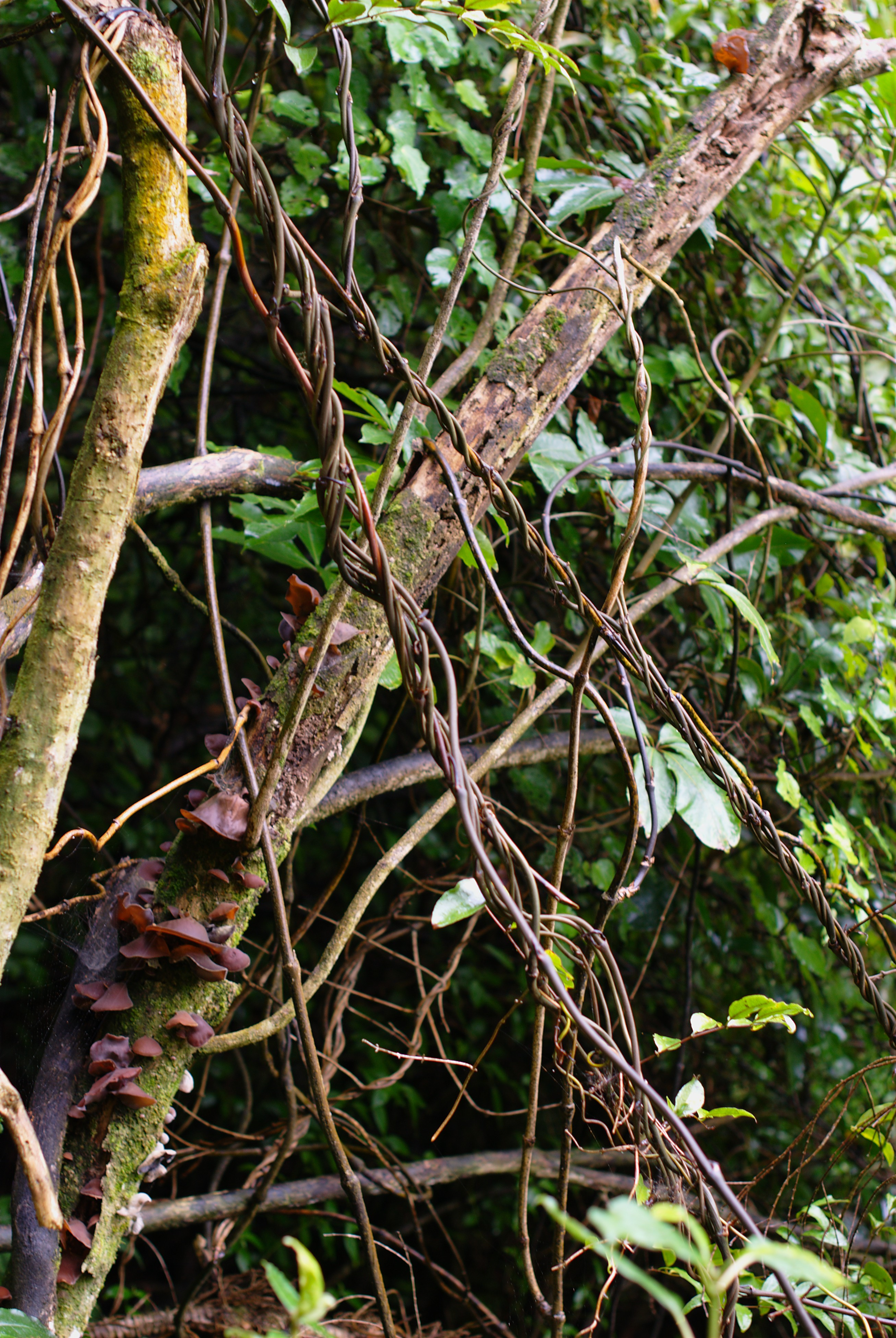